# Café Zimmermann (établissement)
Pour les articles homonymes, voir Café Zimmermann et Zimmermann.

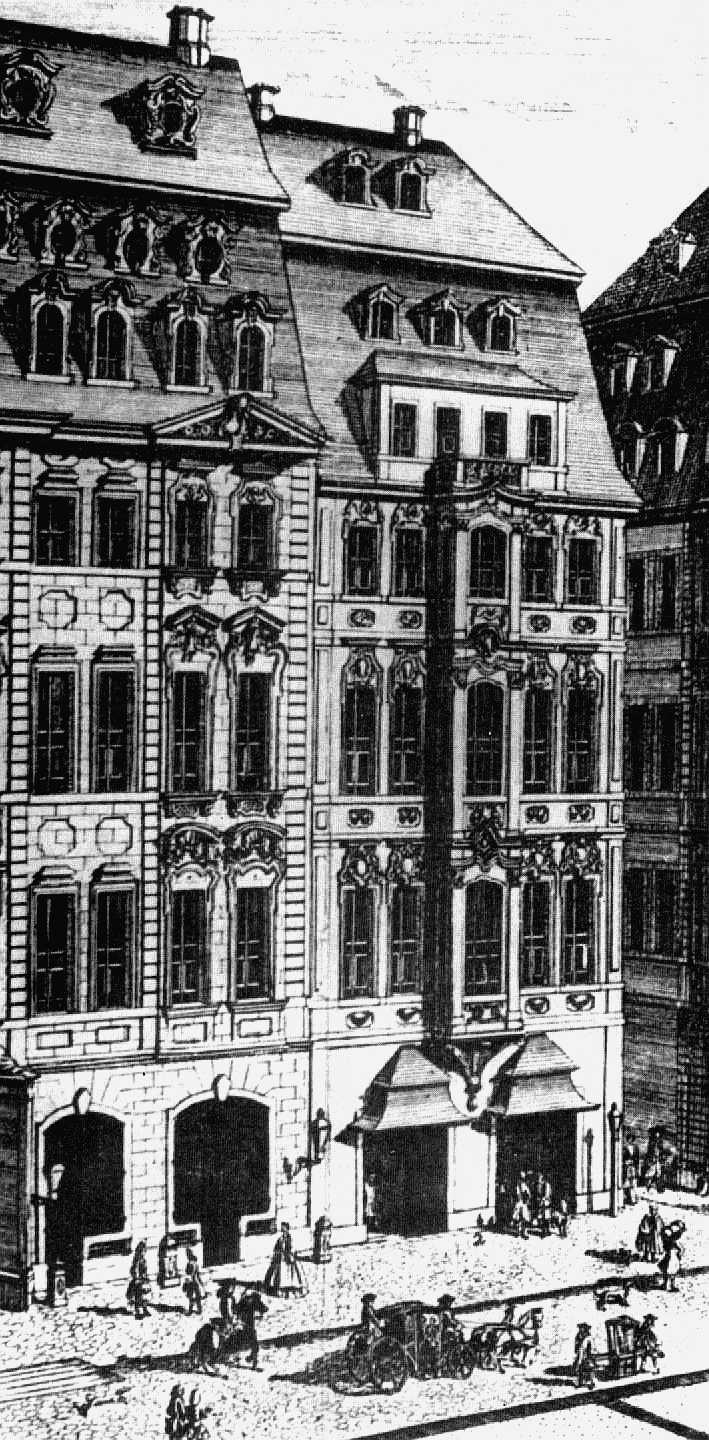
Café Zimmermann à Leipzig (Détail d'une gravure de Georg Schreiber)

Café Zimmermann est le nom de l'établissement de Gottfried Zimmermann qui se situe à Leipzig, rue Sainte-Catherine. Au XVIIIe siècle, chaque semaine, le Collegium Musicum, ensemble fondé par Georg Philipp Telemann, et dirigé par Johann Sebastian Bach entre 1729 et 1739, donne un concert composé de cantates profanes ou de musique instrumentale. 
À l'époque, Leipzig attirait beaucoup de musiciens venus voir le Cantor ou simplement pour participer à la vie musicale de la ville. Aucun programme du répertoire du café n'est arrivé jusqu'à nous, mais des articles de journaux   annoncent les concerts variés et nombreux, on suppose que l'on donnait des pièces composées par Bach, de ses fils, de Telemann, mais aussi celles des plus grands compositeurs européens dont la musique circulait en partitions ou dans la tête des musiciens, de passage à Leipzig. 
Le bâtiment a été détruit par le bombardement de Leipzig en décembre 1943. Le site est resté en friche pendant plus de 60 ans. Maintenant à sa place se trouve le Katharinum, un bâtiment entourant le Musée des Beaux-Arts et une partie du Quartier du Musée.
Le nom de cet établissement était totalement oublié jusqu’à ce qu'un orchestre baroque français décide de se nommer ainsi. Il s'agit de l'ensemble "Café Zimmermann"
qui a été fondé en 1998 par Pablo Valetti et Céline Frisch.